# Elezioni politiche suppletive in Francia del 1961
Le elezioni politiche suppletive francesi del 1961 sono le elezioni tenute in Francia nel corso del 1961 per eleggere deputati dell'assemblea nazionale dei collegi uninominali rimasti vacanti. 

## Risultati

### 7° collegio della Senna
Le elezioni politiche suppletive nel 7° collegio della Senna si sono tenute il 4 giugno per eleggere un deputato per il seggio lasciato vacante da René Moatti (UNR), a seguito delle sue dimissioni il 25 aprile 1961. Poiché nessun candidato ha ottenuto la maggioranza dei voti al primo turno, il 12 giugno è stato necessario procedere al ballottaggio. 
| Partito                            | Partito                             | Candidato                          | Primo turno 4 giugno 1961 | Primo turno 4 giugno 1961 | Ballottaggio 11 giugno 1961 | Ballottaggio 11 giugno 1961 |
| Partito                            | Partito                             | Candidato                          | Voti                      | %                         | Voti                        | %                           |
| ---------------------------------- | ----------------------------------- | ---------------------------------- | ------------------------- | ------------------------- | --------------------------- | --------------------------- |
|                                    | UNR                                 | Gabriel Kaspereit                  | 8 618                     | 37,69                     | 10 917                      | 51,33                       |
|                                    | CNIP                                | Janine Alexandre-Debray            | 5 773                     | 25,25                     | 6 799                       | 31,97                       |
|                                    | PCF                                 | Raymond Barbé                      | 3 137                     | 13,72                     | 3 553                       | 16,71                       |
|                                    | SE                                  | René Moatti                        | 2 991                     | 13,08                     |                             |                             |
|                                    | PSU                                 | André Joublot                      | 1 187                     | 5,19                      |                             |                             |
|                                    | SFIO                                | Jean Penet                         | 1 113                     | 4,87                      |                             |                             |
|                                    | DVD                                 | Elie Benyaich                      | 46                        | 0,20                      |                             |                             |
|                                    |                                     |                                    |                           |                           |                             |                             |
| Iscritti                           | Iscritti                            | Iscritti                           | 57 978                    | 100,00                    | 57 978                      | 100,00                      |
| ↳ Votanti (% su iscritti)          | ↳ Votanti (% su iscritti)           | ↳ Votanti (% su iscritti)          | 25 404                    | 43,82                     | 21 693                      | 37,42                       |
| ↳ Voti validi (% su votanti)       | ↳ Voti validi (% su votanti)        | ↳ Voti validi (% su votanti)       | 22 865                    | 90,01                     | 21 269                      | 98,05                       |
| ↳ Schede non valide (% su votanti) | ↳ Schede non valide (% su votanti)  | ↳ Schede non valide (% su votanti) | 2 539                     | 9,99                      | 424                         | 1,95                        |
| ↳ Astenuti (% su iscritti)         | ↳ Astenuti (% su iscritti)          | ↳ Astenuti (% su iscritti)         | 32 574                    | 56,18                     | 36 285                      | 62,58                       |
|                                    |                                     |                                    |                           |                           |                             |                             |
|                                    | Esito: collegio passa da CNIP a UNR |                                    |                           |                           |                             |                             |

## Riepilogo
| Data 1º turno | Ballottaggio | Circoscrizione | Collegio | Parlamentare uscente | Partito | Parlamentare eletto | Partito |
| ------------- | ------------ | -------------- | -------- | -------------------- | ------- | ------------------- | ------- |
| 4 giugno      | 11 giugno    | Senna          | 7°       | René Moatti          | CNIP    | Gabriel Kaspereit   | UNR     |